# Filmpreis des Nordischen Rates
Der Filmpreis des Nordischen Rates wird jährlich vom Nordischen Rat, einem Forum der nordischen Länder, vergeben.
Anlässlich des 50-jährigen Jubiläums des Nordischen Rates wurde der Filmpreis erstmals 2002 vergeben, um den Filmmarkt der nordischen Länder zu stärken. Seit 2005 wird der Preis jährlich zusammen mit dem Musik-, Literatur- sowie dem Natur- und Umweltpreis beim Treffen des Nordischen Rates im Herbst übergeben und ist mit 350.000 Dänischen Kronen (ca. 47.000 Euro) genauso hoch dotiert wie die anderen Preise. Das Preisgeld teilen sich Drehbuchautor, Regisseur und Produzent. Es wird ein Spielfilm aus den Nominierungen der fünf nordischen Länder ausgewählt, der „in der nordischen Kultur verankert ist, einen hohen künstlerischen Wert hat, sich durch künstlerische Originalität auszeichnet und ein vollendetes Werk darstellt.“ Dabei kommen möglichst nur Filme in Betracht, die in einer der Sprachen der nordischen Länder produziert wurden.

## Jury
Der Gewinner des Filmpreises wird von einer unabhängigen Jury gewählt, die aus jeweils einem Kritiker und einen Stellvertreter von einem der nordischen Filminstitute besteht, und keine privaten wirtschaftlichen Interessen für die nominierten Filme haben. Die Jury wird vom Nordischen Ministerrat nach Vorschlägen der Kulturminister aus Dänemark, Finnland, Island, Norwegen und Schweden ernannt.
Die nationalen Jurymitglieder bilden eine nordische Jury und schlagen aus ihren eigenen Ländern Filme zur Nominierung vor. Die nominierten Filme werden Anfang September veröffentlicht. Soll ein Film aus einer der autonomen Territorien Åland, Färöer oder Grönland beurteilt werden, wird zusätzlich ein vorübergehendes Mitglied aus dem entsprechenden Gebiet in die Jury einberufen.

## Preisträger und Nominierungen
Die Gewinnertitel sind in fetter Schrift hervorgehoben.
| Originaltitel                               | Deutscher oder internationaler Titel                                   | Regie                                 | Land     |
| ------------------------------------------- | ---------------------------------------------------------------------- | ------------------------------------- | -------- |
| 1. Verleihung des Filmpreises – 2002        |                                                                        |                                       |          |
| Mies vailla menneisyyttä                    | Der Mann ohne Vergangenheit                                            | Aki Kaurismäki                        | Finnland |
| Alt om min far                              | Alles über meinen Vater                                                | Even Benestad                         | Norwegen |
| Cleaning up!                                | Cleaning up!                                                           | Rostislav Aalto                       | Finnland |
| Elsker dig for evigt                        | Für immer und ewig                                                     | Susanne Bier                          | Dänemark |
| Hafið                                       | Die kalte See                                                          | Baltasar Kormákur                     | Island   |
| Leva livet                                  | Days Like This                                                         | Mikael Håfström                       | Schweden |
| Lilja 4-ever                                | Lilja 4-ever                                                           | Lukas Moodysson                       | Schweden |
| Mávahlátur                                  | Möwengelächter                                                         | Ágúst Guðmundsson                     | Island   |
| Musikk for bryllup og begravelser           | Musik für Hochzeiten und Begräbnisse                                   | Unni Straume                          | Norwegen |
| Okay                                        | Okay                                                                   | Jesper W. Nielsen                     | Dänemark |
| 2. Verleihung des Filmpreises – 2005        |                                                                        |                                       |          |
| Drabet                                      | Totschlag – Im Teufelskreis der Gewalt Falsche Entscheidung (TV-Titel) | Per Fly                               | Dänemark |
| Pusher 2                                    | Pusher II                                                              | Nicolas Winding Refn                  | Dänemark |
| Paha Maa                                    | Eisiges Land (TV-Titel)                                                | Aku Louhimies                         | Finnland |
| Melancholian 3 huonetta                     | Die drei Räume der Melancholie                                         | Pirjo Honkasalo                       | Finnland |
| Gargandi Snilld                             | Screaming Masterpiece                                                  | Ari Alexander Ergis Magnússon         | Island   |
| Dís                                         | Dís                                                                    | Silja Hauksdóttir                     | Island   |
| Vinterkyss                                  | Kissed by Winter                                                       | Sara Johnsen                          | Norwegen |
| Hawaii, Oslo                                | Hawaii, Oslo                                                           | Erik Poppe                            | Norwegen |
| Gitarrmongot                                | The Guitar Mongoloid                                                   | Ruben Östlund                         | Schweden |
| Ett hål i mitt hjärta                       | Ein Loch in meinem Herzen                                              | Lukas Moodysson                       | Schweden |
| 3. Verleihung des Filmpreises – 2006        |                                                                        |                                       |          |
| Zozo                                        | Zozo                                                                   | Josef Fares                           | Schweden |
| Mun mot mun                                 | Mouth to Mouth                                                         | Björn Runge                           | Schweden |
| Efter bryllupet                             | Nach der Hochzeit                                                      | Susanne Bier                          | Dänemark |
| Offscreen                                   | Offscreen                                                              | Christoffer Boe                       | Dänemark |
| Kenen joukoissa seisot                      | Revolution                                                             | Jouko Aaltonen                        | Finnland |
| Äideistä parhain                            | Die beste Mutter                                                       | Klaus Härö                            | Finnland |
| Blóðbönd                                    | Thicker Than Water                                                     | Árni Ásgeirsson                       | Island   |
| A Little Trip to Heaven                     | A Little Trip to Heaven                                                | Baltasar Kormákur                     | Island   |
| Slipp Jimmy fri                             | Free Jimmy                                                             | Christopher Nielsen                   | Norwegen |
| Den brysomme mannen                         | Anderland                                                              | Jens Lien                             | Norwegen |
| 4. Verleihung des Filmpreises – 2007        |                                                                        |                                       |          |
| Kunsten at græde i kor                      | Die Kunst im Chor zu weinen                                            | Peter Schønau Fog                     | Dänemark |
| AFR                                         | AFR                                                                    | Morten Hartz Kaplers                  | Dänemark |
| Miehen työ                                  | A Man´s Work                                                           | Aleksi Salmenperä                     | Finnland |
| Börn                                        | Börn (Children)                                                        | Ragnar Bragason                       | Island   |
| Mýrin                                       | Der Tote aus Nordermoor                                                | Baltasar Kormákur                     | Island   |
| Reprise                                     | Auf Anfang                                                             | Joachim Trier                         | Norwegen |
| Sønner                                      | Sønner – Dunkle Geheimnisse                                            | Erik Richter Strand                   | Norwegen |
| Farväl Falkenberg                           | Falkenberg Farewell                                                    | Jesper Ganslandt                      | Schweden |
| Darling                                     | Darling                                                                | Johan Kling                           | Schweden |
| 5. Verleihung des Filmpreises – 2008        |                                                                        |                                       |          |
| Du levande                                  | Das jüngste Gewitter                                                   | Roy Andersson                         | Schweden |
| De unge år: Erik Nietzsche sagaen del 1     | Die jungen Jahre des Erik Nietzsche                                    | Jacob Thuesen                         | Dänemark |
| Tummien perhosten koti                      | Die Insel der schwarzen Schmetterlinge                                 | Dome Karukoski                        | Finnland |
| Brúðguminn                                  | White Night Wedding                                                    | Baltasar Kormákur                     | Island   |
| Mannen som elsket Yngve                     | Der Mann, der Yngve liebte                                             | Stian Kristiansen                     | Norwegen |
| 6. Verleihung des Filmpreises – 2009        |                                                                        |                                       |          |
| Antichrist                                  | Antichrist                                                             | Lars von Trier                        | Dänemark |
| Sauna                                       | Sauna – Wash Your Sins (DVD-Titel)                                     | Antti-Jussi Annila                    | Finnland |
| The Amazing Truth About Queen Raquela       | Die reine Wahrheit über Queen Raquela                                  | Olaf de Fleur                         | Island   |
| Nord                                        | Nord                                                                   | Rune Denstad Langlo                   | Norwegen |
| Ljusår                                      | Lichtjahr                                                              | Mikael Kristersson                    | Schweden |
| 7. Verleihung des Filmpreises – 2010        |                                                                        |                                       |          |
| Submarino                                   | Submarino                                                              | Thomas Vinterberg                     | Dänemark |
| Miesten Vuoro                               | Was Männer sonst nicht zeigen                                          | Joonas Berghäll / Mika Hotakainen     | Finnland |
| The Good Heart                              | Ein gutes Herz                                                         | Dagur Kári                            | Island   |
| Upperdog                                    | Stadtneurosen                                                          | Sara Johnsen                          | Norwegen |
| Metropia                                    | Metropia                                                               | Tarik Saleh                           | Schweden |
| 8. Verleihung des Filmpreises – 2011        |                                                                        |                                       |          |
| Svinalängorna                               | Bessere Zeiten                                                         | Pernilla August                       | Schweden |
| Sandheden Om Mænd                           | Die Wahrheit über Männer                                               | Nikolaj Arcel                         | Dänemark |
| Hyvä Poika                                  | Der gute Sohn                                                          | Zaida Bergroth                        | Finnland |
| Brím                                        | Brím – Die Strömung                                                    | Árni Ólafur Ásgeirsson                | Island   |
| Oslo, 31. august                            | Oslo, 31. August                                                       | Joachim Trier                         | Norwegen |
| 9. Verleihung des Filmpreises – 2012        |                                                                        |                                       |          |
| Play                                        | Play – Nur ein Spiel?                                                  | Ruben Östlund                         | Schweden |
| En kongelig affære                          | Die Königin und der Leibarzt                                           | Nikolaj Arcel                         | Dänemark |
| Kovasikajuttu                               | The Punk Syndrome                                                      | Jukka Kärkkäinen / Jani-Petteri Passi | Finnland |
| Á annan veg                                 | Either Way                                                             | Hafsteinn Gunnar Sigurðsson           | Island   |
| Kompani Orheim                              | The Orheim Company                                                     | Arild Andresen                        | Norwegen |
| 10. Verleihung des Filmpreises – 2013       |                                                                        |                                       |          |
| Jagten                                      | Die Jagd                                                               | Thomas Vinterberg                     | Dänemark |
| Kerron sinulle kaiken / (Open Up to Me)     | Ich werde dir alles erzählen                                           | Simo Halinen                          | Finnland |
| Djúpið                                      | The Deep                                                               | Baltasar Kormákur                     | Island   |
| Som du ser meg                              | Wie du mich siehst                                                     | Dag Johan Haugerud                    | Norwegen |
| Äta sova dö                                 | Eat Sleep Die – Essen Schlafen Sterben                                 | Gabriela Pichler                      | Schweden |
| 11. Verleihung des Filmpreises – 2014       |                                                                        |                                       |          |
| Hross í oss                                 | Von Menschen und Pferden                                               | Benedikt Erlingsson                   | Island   |
| Nymphomaniac                                | Nymphomaniac                                                           | Lars von Trier                        | Dänemark |
| Betoniyö                                    | Nacht in Beton                                                         | Pirjo Honkasalo                       | Finnland |
| Blind                                       | Blind                                                                  | Eskil Vogt                            | Norwegen |
| Turist                                      | Höhere Gewalt                                                          | Ruben Östlund                         | Schweden |
| 12. Verleihung des Filmpreises – 2015       |                                                                        |                                       |          |
| Fúsi                                        | Virgin Mountain                                                        | Dagur Kári                            | Island   |
| Gentlemen                                   | Gentlemen                                                              | Mikael Marcimain                      | Schweden |
| Mot naturen                                 | Out of Nature                                                          | Ole Giæver                            | Norwegen |
| He ovat paenneet                            | They Have Escaped                                                      | Jukka-Pekka Valkeapää                 | Finnland |
| Stille hjerte                               | Silent Heart – Mein Leben gehört mir                                   | Bille August                          | Dänemark |
| 13. Verleihung des Filmpreises – 2016       |                                                                        |                                       |          |
| Louder Than Bombs                           | Louder Than Bombs                                                      | Joachim Trier                         | Norwegen |
| Efterskalv                                  | The Here After                                                         | Magnus von Horn                       | Schweden |
| Þrestir                                     | Sparrows                                                               | Rúnar Rúnarsson                       | Island   |
| Hymyilevä mies                              | Der glücklichste Tag im Leben des Olli Mäki                            | Juho Kuosmanen                        | Finnland |
| Under sandet                                | Unter dem Sand – Das Versprechen der Freiheit                          | Martin Zandvliet                      | Dänemark |
| 14. Verleihung des Filmpreises – 2017       |                                                                        |                                       |          |
| Tyttö nimeltä Varpu                         | Ein Mädchen namens Varpu                                               | Selma Vilhunen                        | Finnland |
| Sameblod                                    | Das Mädchen aus dem Norden                                             | Amanda Kernell                        | Schweden |
| Fluefangeren                                | Hunting Flies                                                          | Izer Aliu                             | Norwegen |
| Hjartasteinn                                | Herzstein                                                              | Guðmundur Arnar Guðmundsson           | Island   |
| Forældre                                    | Parents                                                                | Christian Tafdrup                     | Dänemark |
| 15. Verleihung des Filmpreises – 2018       |                                                                        |                                       |          |
| Kona fer í stríð                            | Gegen den Strom                                                        | Benedikt Erlingsson                   | Island   |
| Korparna                                    | Ravens                                                                 | Jens Assur                            | Schweden |
| Thelma                                      | Thelma                                                                 | Joachim Trier                         | Norwegen |
| Armomurhaaja                                | Euthanizer                                                             | Teemu Nikki                           | Finnland |
| Vinterbrødre                                | Winter Brothers                                                        | Hlynur Pálmason                       | Dänemark |
| 16. Verleihung des Filmpreises – 2019       |                                                                        |                                       |          |
| Dronningen                                  | Königin                                                                | May el-Toukhy                         | Dänemark |
| Aurora                                      | Aurora                                                                 | Miia Tervo                            | Finnland |
| Hvítur, hvítur dagur                        | Weißer weißer Tag                                                      | Hlynur Pálmason                       | Island   |
| Blindsone                                   | Blinder Fleck                                                          | Tuva Novotny                          | Norwegen |
| Rekonstruktion Utøya                        | Reconstructing Utøya                                                   | Carl Javér                            | Schweden |
| 17. Verleihung des Filmpreises – 2020       |                                                                        |                                       |          |
| Barn                                        | Barn                                                                   | Dag Johan Haugerud                    | Norwegen |
| Koirat eivät käytä housuja                  | Dogs Don’t Wear Pants                                                  | Jukka-Pekka Valkeapää                 | Finnland |
| Bergmál                                     | Echo                                                                   | Rúnar Rúnarsson                       | Island   |
| Onkel                                       | Uncle                                                                  | Frelle Petersen                       | Dänemark |
| Charter                                     | Charter                                                                | Amanda Kernell                        | Schweden |
| 18. Verleihung des Filmpreises – 2021       |                                                                        |                                       |          |
| Flugt                                       | Flee                                                                   | Jonas Poher Rasmussen                 | Dänemark |
| Alma                                        | Alma                                                                   | Kristín Jóhannesdóttir                | Island   |
| Ensilumi                                    | Any Day Now                                                            | Hamy Ramezan                          | Finnland |
| Gunda                                       | Gunda                                                                  | Victor Kossakowski                    | Norwegen |
| Tigers                                      | Tiger                                                                  | Ronnie Sandahl                        | Schweden |
| 19. Verleihung des Filmpreises – 2022       |                                                                        |                                       |          |
| Dýrið                                       | Lamb                                                                   | Valdimar Jóhannsson                   | Island   |
| Sokea mies joka ei halunnut nähdä Titanicia | The Blind Man Who Did Not Want to See Titanic                          | Teemu Nikki                           | Finnland |
| Clara Sola                                  | Clara Sola                                                             | Nathalie Álvarez Mesén                | Schweden |
| Vanskabte Land                              | Godland                                                                | Hlynur Pálmason                       | Dänemark |
| Verdens verste menneske                     | Der schlimmste Mensch der Welt                                         | Joachim Trier                         | Norwegen |
| 20. Verleihung des Filmpreises – 2023       |                                                                        |                                       |          |
| Viften                                      | Viften                                                                 | Frederikke Aspöck                     | Dänemark |
| Kupla                                       | Bubble                                                                 | Aleksi Salmenperä                     | Finnland |
| Á Ferð með Mömmu                            | Driving Mum                                                            | Hilmar Oddsson                        | Island   |
| Alanngut Killinganni                        | The Edge of the Shadows                                                | Malik Kleist                          | Grönland |
| Motståndaren                                | Motståndaren                                                           | Milad Alami                           | Schweden |
| Krigsseileren                               | War Sailor                                                             | Gunnar Vikene                         | Norwegen |
| 21. Verleihung des Filmpreises – 2024       |                                                                        |                                       |          |
| Sex                                         | Oslo Stories: Sehnsucht                                                | Dag Johan Haugerud                    | Norwegen |
| Crossing                                    | Crossing: Auf der Suche nach Tekla                                     | Levan Akin                            | Schweden |
| Kuolleet lehdet                             | Fallende Blätter                                                       | Aki Kaurismäki                        | Finnland |
| The Son and the Moon                        | The Son and the Moon                                                   | Roja Pakari / Emilie Adelina Monies   | Dänemark |
| Snerting                                    | Touch                                                                  | Baltasar Kormákur                     | Island   |
| Twice Colonized                             | Twice Colonized                                                        | Lin Alluna                            | Grönland |